# Die grünen Teufel
Die grünen Teufel ist ein US-amerikanischer Kriegsfilm mit Propagandatendenz des Regisseurs Ray Kellogg aus dem Jahr 1968. Hauptdarsteller waren John Wayne, George Takei, David Janssen, Jim Hutton und Aldo Ray. Wayne führte auch Regie. Die Filmmusik schrieb Miklós Rózsa. Der Film kam auf dem Höhepunkt des Vietnamkriegs heraus. Wayne stießen die damaligen Anti-Vietnam-Kampagnen und -Demonstrationen ab, so dass er einen Film dagegen setzen wollte. Der Film basiert auf dem gleichnamigen Roman von Robin Moore, der 1965 in deutscher Übersetzung erschien.

## Handlung
Die Geschichte nahm sich die realen Ereignisse der Schlacht von Nam Dong zum Vorbild, bei der eine kleine Einheit Special Forces (Green Berets) sich gegen die zahlenmäßig stark überlegenen Feinde durchsetzt. Die Haupthandlung des Films ist aber fiktiv.
Colonel Mike Kirby wird mit einer Einheit nach der Ausbildung an der John F. Kennedy School for Special Warfare in Fort Bragg nach Danang in Vietnam versetzt und soll dort Guerilla-Aktivitäten gegen die Vietcong aufnehmen. Die Einheit wird begleitet von dem Kriegsberichterstatter George Beckworth, der dem Krieg kritisch gegenübersteht.
Kirby wird mit dem Verdacht konfrontiert, einen Verräter unter seinen Leuten zu haben, mit denen er versucht, einen Gefechtsstand hinter den Linien des Feindes aufzubauen.

## Synchronisation
| Darsteller          | Rolle               | Synchronsprecher                                |
| ------------------- | ------------------- | ----------------------------------------------- |
| John Wayne          | Col. Mike Kirby     | Heinz Engelmann Kai Wulff (Nachsynchro Blu-Ray) |
| David Janssen       | George Beckworth    | Holger Hagen                                    |
| Jim Hutton          | Sgt. Petersen       | Manfred Schott                                  |
| Patrick Wayne       | Lt. Jamison         | n.n.                                            |
| Aldo Ray            | Master Sgt. Muldoon | Gernot Duda                                     |
| Raymond St. Jacques | Sgt. Doc McGee      | Michael Chevalier                               |
| Bruce Cabot         | Colonel Morgan      | n.n.                                            |
| Jack Soo            | Colonel Cai         | Herbert Weicker                                 |
| George Takei        | Capt. Nimn          | Fred Maire                                      |
| Luke Askew          | Sgt. Provo          | n.n.                                            |
| Irene Tsu           | Lin                 | n.n.                                            |
| Edward Faulkner     | Capt. MacDaniel     | n.n.                                            |
| Jason Evers         | Capt. Coleman       | Niels Clausnitzer                               |
| Mike Henry          | Sgt. Kowalski       | n.n.                                            |

## Vergleich mit anderen John-Wayne-Filmen
Die heroische Erzählweise, die die Westernfilme von John Wayne erfolgreich gemacht hatte, scheint hier vor dem Hintergrund des Vietnamkrieges wiederholt zu werden, wobei die Rolle der Indianer in den Western nun von den Vietcong übernommen wird und der Held über jede Kritik erhaben bleibt.

## Der Vietnamkrieg im Film
Der Film rechtfertigt Amerikas Eingreifen in Vietnam mit dem, was es als „einen globalen Kreuzzug gegen die kommunistische Beherrschung der Welt“ bezeichnet.
Die grünen Teufel kann als sehr patriotisch, wenn nicht sogar als nationalistisch für den Vietnamkrieg eintretend interpretiert werden. Der Film kam in dem Jahr heraus, in dem der Konflikt auf seinem Höhepunkt stand und die unerwartete Tet-Offensive der Vietkong-Guerilla den Amerikanern große Verluste und eine beträchtliche Propagandaniederlage bescherte. Die Drehzeit fiel in eine Zeit wachsender Proteste gegen den Krieg, mit dem Ziel, gegen diese Proteste den Krieg zu verteidigen.
Zu der Zeit war Die grünen Teufel der einzige Hollywoodfilm, der offen den Vietnamkrieg unterstützte. Er steht damit im Gegensatz zu späteren Antikriegsfilmen wie Geboren am 4. Juli, Apocalypse Now, Platoon, Full Metal Jacket und Zurück aus der Hölle.

## Rezensionen und Kritik
Die propagandistische Absicht des Films wurde nicht übersehen.
In der VideoWoche war zu lesen: Westernheld John Wayne drehte 1967 diesen nicht unumstrittenen Propagandafilm für die amerikanischen Truppen und vermischte Episoden aus dem Vietnamkrieg in Westernmanier miteinander. Berühmt wurde der finale Sonnenuntergang am östlichen Horizont in seinem puren Orange. Einige der vietnamesischen Dörfer, die für den Film nachgebaut wurden, waren so realistisch, dass sie intakt gelassen wurden und später tatsächlich von US-Soldaten bei Übungen genutzt wurden.
TV Spielfilm wählte die Worte: Die Action stimmt, die Gesinnung allerdings nicht: Mit diesem patriotischen Kriegsspektakel outete sich John Wayne endgültig als politischer Rechtsaußen.

„Alles in allem ist das einzig Interessante an dem Film, falls es überhaupt von Interessantem zu sprechen lohnt, die Offenheit, mit der hier eine wahrlich paläontologische A-priori-Moral propagiert wird. Die Amerikaner sind intelligent und stets hilfsbereit… Der Feind ist von teuflischer Hinterlist und schreckt nicht einmal davor zurück, sich mit den Uniformen der anderen Seite zu tarnen.“

„[…] Ein ekelhaftes Dokument amerikanischer Selbstgerechtigkeit: John Wayne inszeniert sich selbst inmitten edler Rangers, die vietnamesische Kinder hätscheln und widerwillig, aber entschlossen unter den heimtückischen Charlies aufräumen, die es in diesem Film nur darauf abgesehen zu haben scheinen, die Kinder der mit den Besatzern sympathisierenden Vietnamesen aufzuschlitzen.“

„Nach drei Tagen Laufzeit wurden "Die grünen Teufel" im Münchner Mathäser Kino und nach sieben Tagen im Frankfurter Turm-Palast aufgrund von Protesten und Aktionen der Apo abgesetzt -- trotz guter Kasse. Der Ufa-Palast in Köln verschob die Premiere bis auf weiteres, "um erst mal die Entwicklung abzuwarten. In Hamburg dagegen hatten Proteste vor dem City-Kino keinen Erfolg. Am Montag vergangener Woche wandte sich die "Deutsche Friedensgesellschaft -- Internationale der Kriegsdienstgegner" an den Bundesinnenminister und forderte das Verbot des Films, der "unmißverständlich zum Rassenhaß und Völkermord aufruft". "Die grünen Teufel" laufen zur Zeit in 16 Kinos der Bundesrepublik. In West-Berlin wird ihn die Warner Bros.-Seven Arts Continental Films Inc. vorläufig nicht einsetzen.“

„Einseitiger Kriegspropagandafilm der USA vom Krieg in Vietnam. Mannhafte und todesverachtende Helden bekämpfen erfolgreich einen gesichtslosen, brutalen Feind. Zutaten: Soldatenwitz und Sentimentalität. Eine ungenießbare Mischung, als Film ohne Empfehlung. Dem Politikum stehen wir unbedingt ablehnend gegenüber.“

Der Kritiker Roger Ebert, der Die grünen Teufel als Propagandafilm bezeichnete, gab dem Film null von vier Sternen. In der The New York Times schrieb Renata Adler, der Film sei nicht nur böse und krank, sondern darüber hinaus auch noch langweilig". Oliver Stone sagte später, dass sein Film Platoon auch eine Antwort auf Die grünen Teufel gewesen sei.

## Auszeichnungen
Hauptdarsteller John Wayne erreichte für seine Darstellung 1968 den dritten Platz bei den Laurel Awards. Der Film selbst landete dabei auf dem vierten Platz.

## Sonstiges
Das Titellied The Ballad of the Green Berets von Robin Moore war in der Interpretation des Sgt. Barry Sadler 1965 fünf Wochen auf Platz 1 in der Hitparade. Mit einem deutschen Text hatten der Sänger und Schauspieler Freddy Quinn und die Sängerin und Schauspielerin Heidi Brühl Erfolg mit einer Cover-Version unter dem Titel Hundert Mann und ein Befehl.
Ursprünglich waren einige Szenen vorgesehen, die Kirby (Wayne) mit seiner Ehefrau, gespielt von Vera Miles, zeigen. Diese Szene wurden auch gedreht, allerdings in der Endfassung des Films nicht verwendet.